# Joseph Vacher
Pour les articles homonymes, voir Vacher.
Joseph Vacher, surnommé le « tueur de bergers » ou le « Jack l'Éventreur du Sud-Est », né le 16 novembre 1869 à Beaufort (Isère) et mort exécuté le 31 décembre 1898 à Bourg-en-Bresse (Ain), est considéré, après Martin Dumollard, comme l'un des premiers tueurs en série français.
Sergent réformé devenu vagabond, il est soupçonné d'être l'auteur d'une cinquantaine de crimes, dont l'égorgement d'au moins vingt femmes et adolescents, par la suite mutilés et violés. Il avoue en tout onze meurtres sadiques et une tentative de viol mais refuse d'assumer les meurtres crapuleux. Jugé pour un seul assassinat, il est finalement reconnu responsable de ses actes, en dépit d'un séjour en institution psychiatrique et d'un comportement excentrique, et meurt guillotiné. Joseph Vacher a laissé plusieurs lettres, adressées pour la plupart à sa famille, aux médecins chargés de l'examiner ou à ses juges. Son cas, dès son procès, fait l'objet d'un vif débat sur le thème « santé mentale et responsabilité pénale », et il est également évoqué dans bon nombre de réflexions sur les manières d'aborder le problème du vagabondage à la charnière entre les XIXe et XXe siècles en France.
Le personnage de Joseph Bouvier, interprété par Michel Galabru dans le film Le Juge et l'Assassin (1976), de Bertrand Tavernier, est directement inspiré de Joseph Vacher (vacher et bouvier sont deux synonymes).

## Contexte historique
Les faits liés à cette affaire judiciaire et le procès qui en est la conséquence se déroulent durant la présidence de Félix Faure et en grande partie durant le gouvernement Jules Méline. Le début de l'affaire Dreyfus, conflit social et politique majeur de la Troisième République, se déroule durant la même période.
Sur le plan judiciaire, l'affaire Vacher éclate une dizaine d'années après qu'à Londres Jack l'Éventreur a défrayé la chronique avec une série de meurtres horribles commis sur des prostituées. L'affaire Pranzini, également connue sous le nom du « Triple assassinat de la rue Montaigne », s'est déroulée une dizaine d'années avant l'arrestation et le procès de Joseph Vacher. L'affaire Barthélémy-Auguste Gayte, le meurtre d'une femme de 76 ans dans un petit village du Gard, s'est déroulée quelques semaines avant le début du procès.

## Biographie

### Jeunesse

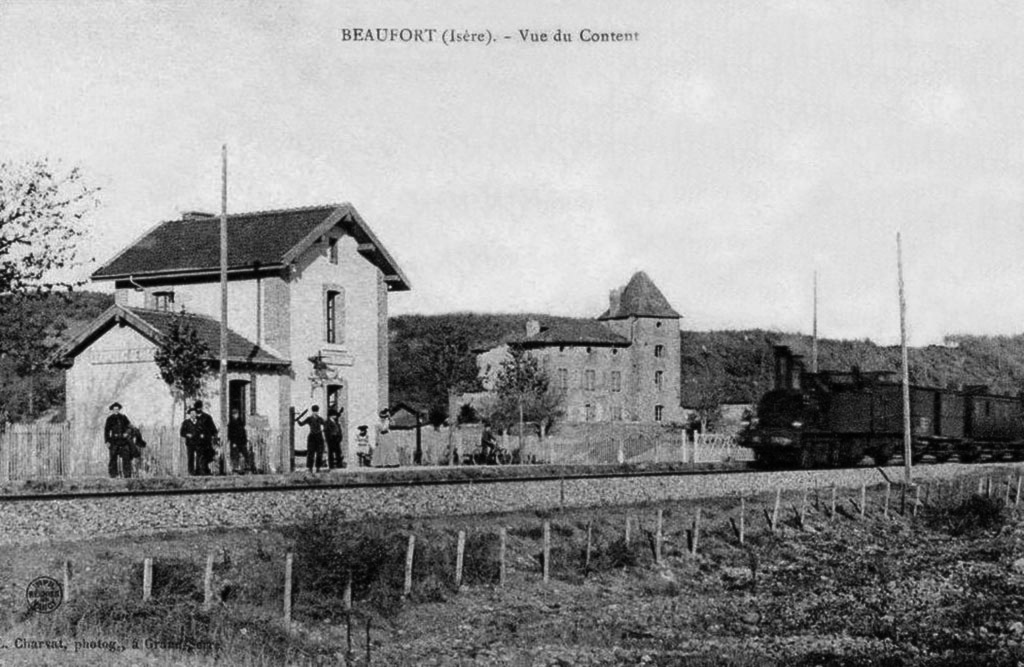
Beaufort en Isère, village natal de Joseph Vacher, au début du XXe siècle.

Avant-dernier né d'une famille nombreuse — on ne lui compte pas moins de quinze frères et sœurs — et respectée de cultivateurs d'un petit village de l'Isère, non loin de Beaurepaire, Joseph Vacher est élevé dans une atmosphère teintée de mysticisme et de superstitions alimentée par sa mère, Marie-Rose, dite Rosalie, Ravit, de quinze ans plus jeune que son mari Pierre, femme très dévote, régulièrement en proie à des hallucinations,. Il a un frère jumeau, Eugène, qui meurt précocement, à l'âge de huit mois, étouffé par une grosse boule de pain chaud qu'a négligemment posée sur lui l'un de ses frères.
Enfant, le jeune Joseph se serait montré d’un caractère sournois et cruel, aimant torturer les animaux. Il est aussi parfois pris de crises de démence, durant lesquelles il brise tout ce qui est à sa portée. Également violent et doué d’une force surprenante, il n'hésite pas à frapper ses frères et sœurs, même les plus âgés, se montrant tout aussi brutal avec ses camarades d’école.
Il commence à travailler à quatorze ans, à la mort de sa mère, et débute vraisemblablement sa carrière criminelle peu de temps après. Le 18 juin 1884, Joseph Amieux, un enfant de dix ans, est violé et tué dans une grange d'Eclose dans l'Isère. Vacher, qui se trouve dans la région à l'époque du meurtre, sera soupçonné d'en être l'auteur (mais seulement dix années plus tard), ainsi que de trois ou quatre crimes qui suivront et qui ne seront jamais  élucidés.
À seize ans, il entre comme postulant chez les Frères maristes de Saint-Genis-Laval. Il y reste deux ans et y parfait son instruction, allant, semble-t-il, jusqu’à faire la classe aux enfants. Il est renvoyé à dix-huit ans pour indiscipline et immoralité, se voyant notamment reprocher de se livrer à des attouchements sur ses condisciples. Il restera néanmoins profondément marqué par ce passage chez les religieux.

### L'armée

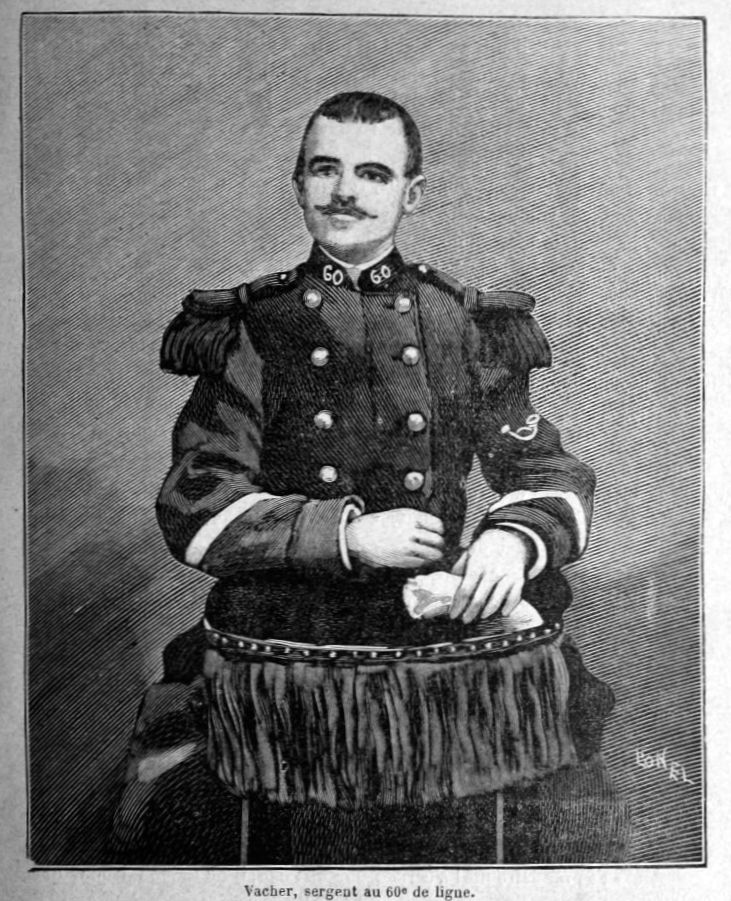
« Vacher sergent au 60e de Ligne ». Gravure d'après photo, signée Lionel, parue dans Le Tueur de bergers, 1898.

Il retourne dans son village natal de Beaufort et s'adonne aux travaux des champs. C'est à ce moment qu'il aurait tenté d'abuser d'un jeune valet de ferme âgé de douze ans. Il part ensuite pour Grenoble retrouver l'une de ses sœurs, Olympe, prostituée devenue tenancière de maison close et que l'on a surnommée « Kilomètre » à cause de ses talents de « marathonienne des trottoirs ».
En 1888, il travaille dans une brasserie de Grenoble et fréquente les prostituées. Il contracte alors une maladie vénérienne qui l'amène à subir, le 11 février 1889, une intervention chirurgicale à l'hôpital de l'Antiquaille de Lyon, opération durant laquelle on lui enlève une partie d'un testicule. Cette opération castratrice l'aurait traumatisé.
Lors de son service militaire, il est envoyé le 15 novembre 1890 au 60e régiment d'infanterie de Besançon. Durant sa période militaire, il subit des brimades et « bizutages » de la part de ses camarades plus anciens. Ces derniers, ainsi que ses supérieurs, le décrivent comme psychiquement troublé, atteint d'idées noires et de délire de persécution.
Bien que classé quatrième de sa promotion à l’école des élèves caporaux, il est recalé, car « inapte au commandement » selon les sergents-instructeurs, ce qui constitue pour lui une nouvelle source d’amertume et de colère. Pour protester contre cette injustice, Vacher tente de se trancher la gorge. À l’infirmerie où il est emmené, il subit son premier examen mental. Le colonel vient lui rendre visite et l’interroge. L’ayant jugé quant à lui apte au grade de caporal, il lui accorde finalement son galon. Une fois sorti de l’infirmerie, Vacher montre une aptitude certaine au commandement, même s’il est trop autoritaire. Ses qualités lui permettent même d’être rapidement promu sergent.

### Le vagabond tueur de bergers

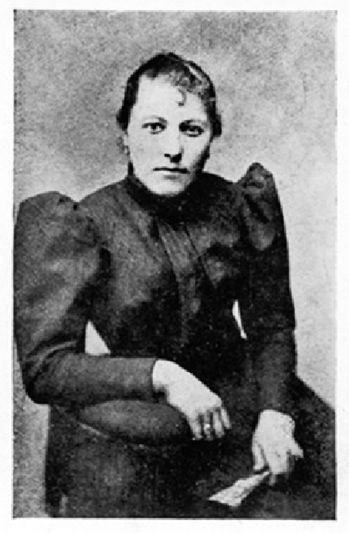
Louise Barrant.

C'est durant cette période qu'il rencontre à Besançon une jeune cantinière du nom de Louise Barrant. Il la rejoint à Baume-les-Dames le 25 juin 1893 pour la demander en mariage. Face au refus de cette dernière, qui s'est entre-temps éprise d’un autre soldat, il tire sur elle trois coups de revolver avant de tenter de se suicider en retournant l'arme contre lui. L'un et l'autre ne sont que blessés. En ce qui concerne Vacher, une balle a pénétré par l'oreille droite dans le rocher, provoquant la surdité totale de ce côté, et l'autre dans le cou. Elles ne peuvent être extraites, entraînant aussi une paralysie du nerf facial droit, qui laisse son œil droit injecté de sang plus grand que l'autre. À la suite de cet épisode, Joseph Vacher, dont l'oreille suppure en permanence, gardera presque toujours la tête couverte.

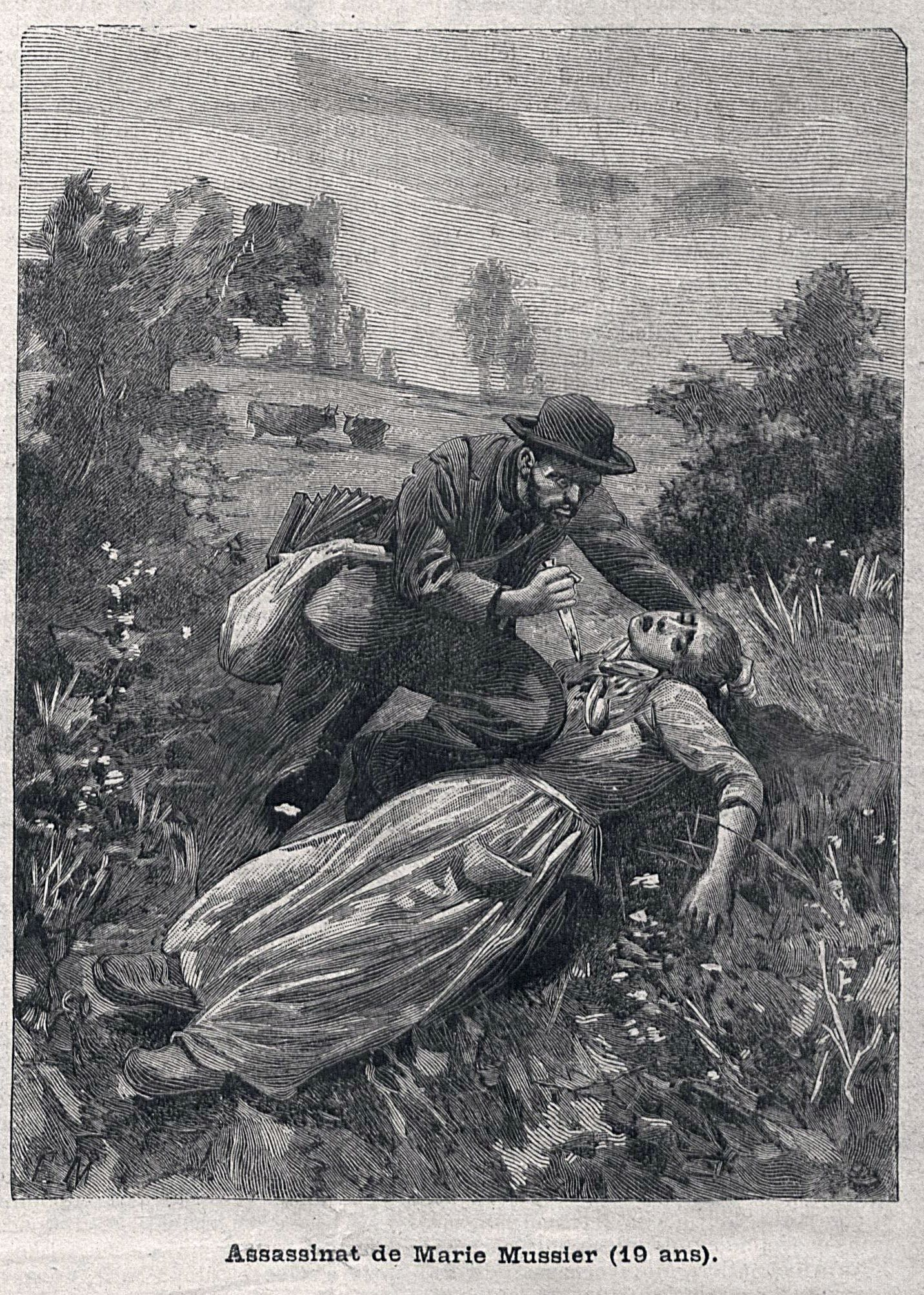
« Assassinat de Marie M[o]ussier (19 ans) ». Les crimes de Vacher, le tueur de bergers. Illustration pour Le Progrès illustré (Lyon).

Considéré comme irresponsable car psychiquement atteint — il souffre en effet de crises de paranoïa et d'hallucinations —, il passe, à partir du 7 juillet 1893, plus de six mois à l'asile de Dole, dans le Jura, où les soins qu'il reçoit sont limités. Le 2 août 1893, il est définitivement réformé de l'armée pour troubles psychiques. Le 12 septembre, le docteur Guillemin rend ses conclusions sur son état mental : « Le sieur Vacher Joseph est atteint d'aliénation mentale caractérisée par le délire des persécutions. » Peu de temps après, il s'évade de l'asile, mais est arrêté à Besançon. De nouveau interné, cette fois-ci à l'hôpital psychiatrique Saint-Robert, il obtient son billet de sortie le 1er avril 1894, le directeur de l'institution, un certain M. Dufour, le considérant comme totalement guéri.
Après sa sortie de l'asile, Vacher retourne d'abord à Saint-Genis-Laval, puis se dirige vers Grenoble, en passant par Beaurepaire. C'est là que, le 19 mai 1894, est commis le premier meurtre avoué par Vacher, celui d'Eugénie Delomme, jeune ouvrière de vingt et un ans, violée et étranglée à 200 mètres de son usine. À partir de ce moment, et durant trois ans, Vacher aurait commis des crimes au hasard de sa route, laissant d'autres être suspectés à sa place, et il aurait échappé à toute enquête grâce à d'incessants déplacements. Il effectue jusqu'à 60 km à pied par jour, traversant la France de la Normandie au Tarn via la Bourgogne et la vallée du Rhône, vivant de petits travaux dans différentes fermes.
Le 31 août 1895 est découvert à Bénonces dans l'Ain le corps horriblement mutilé de Victor Portalier, un jeune berger d'une quinzaine d'années éventré, égorgé, les parties génitales mutilées, et violé analement. Plusieurs témoins donnent alors le signalement d'un vagabond qui, comme signes particuliers, « a une cicatrice ou rougeur sur l'œil droit, porte un petit sac en toile et un bâton. » Mais le personnage en question semble s'être volatilisé, l'affaire reste en suspens.
Le 9 mars 1896, Vacher est arrêté pour vagabondage et coups et blessures et est condamné par le tribunal de Baugé à une peine d'un mois d'emprisonnement. Quelques jours auparavant, un homme répondant à son signalement avait failli être interpellé alors qu'il tentait de violer une fillette de onze ans à Noyen-sur-Sarthe.

Déplacements de Joseph Vacher d'après le juge Émile Fourquet.
1894.
1895 et 1896.
1897.

### Mode opératoire

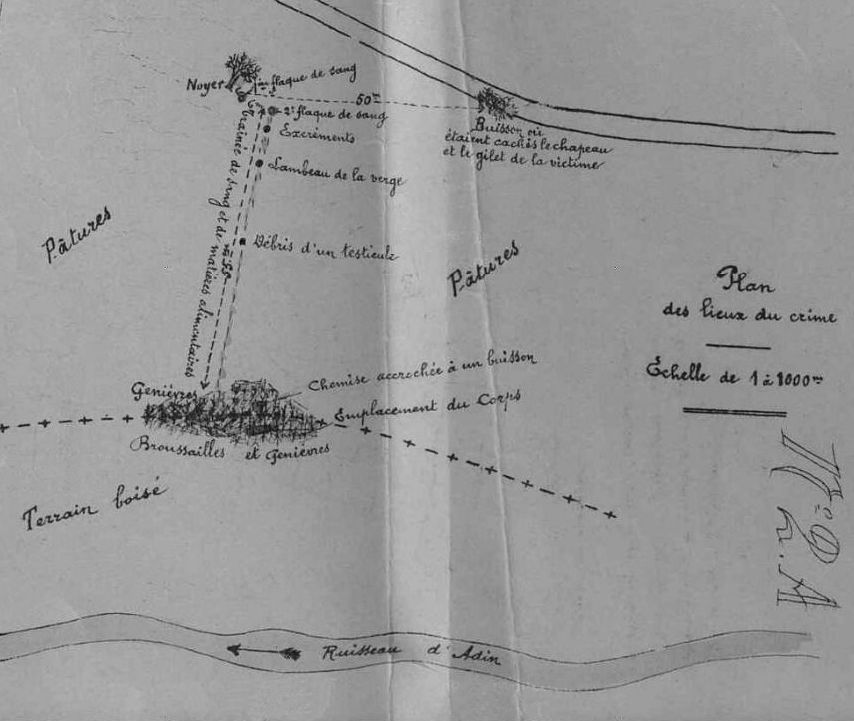
Plan du lieu du crime du 31 août 1895 à Bénonces (extrait) dressé par l'instituteur Martin sur indications du garde-champêtre Joseph Morcel. Du bois, où le corps fut retrouvé, jusqu'au noyer, le terrain présente une forte pente ascendante. 2 décembre 1897. L'original se trouve aux Archives départementales de l'Ain.

Selon l'« Étude psycho-physiologique, médico-légale et anatomique sur Vacher » publiée par Jean-Vincent Laborde en 1899, son mode opératoire se présente ainsi :
« Vacher [le tueur] recherche et guette des jeunes filles ou des jeunes garçons isolés ; tels les bergers et les bergères […] : l'objet de ses désirs étant trouvé dans les conditions voulues, la victime est marquée du sceau du meurtrier, il se jette à sa gorge, qu'il serre d'abord par strangulation, et qu'il sectionne ensuite rapidement avec le couteau ou plutôt le rasoir qu'il porte toujours sur lui ; une fois et instantanément abattue, il lui fait subir des mutilations diverses : éventration, section des seins (si c'est une femme), section des testicules (si c'est un homme), puis, au comble de l'excitation et du paroxysme, il frappe de nouveau et au hasard le cadavre déjà mutilé… et consomme le forfait par le viol, d'habitude inversif… »
On l'a suspecté, au total, d'au moins trente et un viols — souvent post mortem — et meurtres, des homicides pour la plupart marqués par une extrême violence. Il semblait avoir une prédilection pour les jeunes gens de treize, quatorze ans.

### Enquête et arrestation

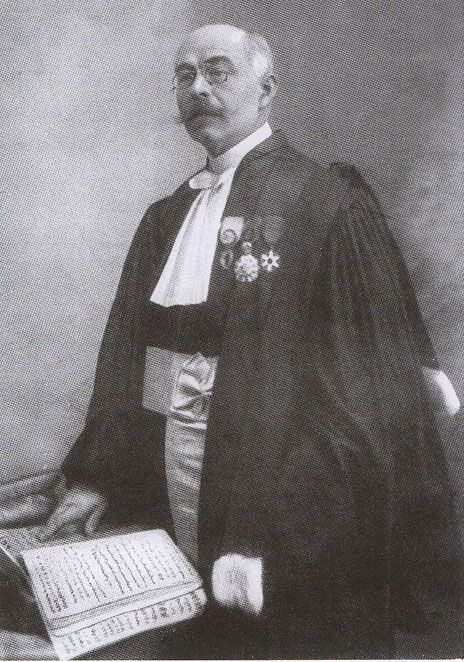
Portrait du juge d'instruction Émile Fourquet.

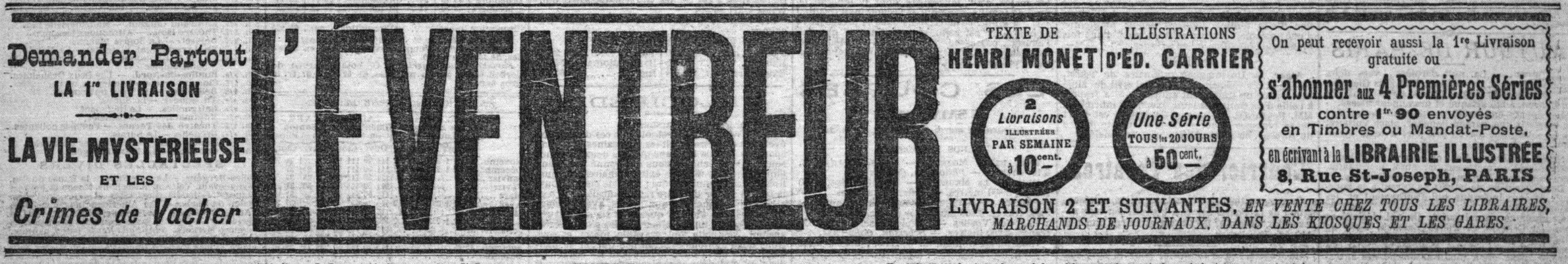
Publicité parue dans Le Petit Parisien du 9 novembre 1897 pour L'Éventreur, texte de Henri Monet, illustrations d'Ed. Carrier. L'instruction est alors toujours en cours ; le procès de Vacher n'aura lieu qu'en octobre de l'année suivante.

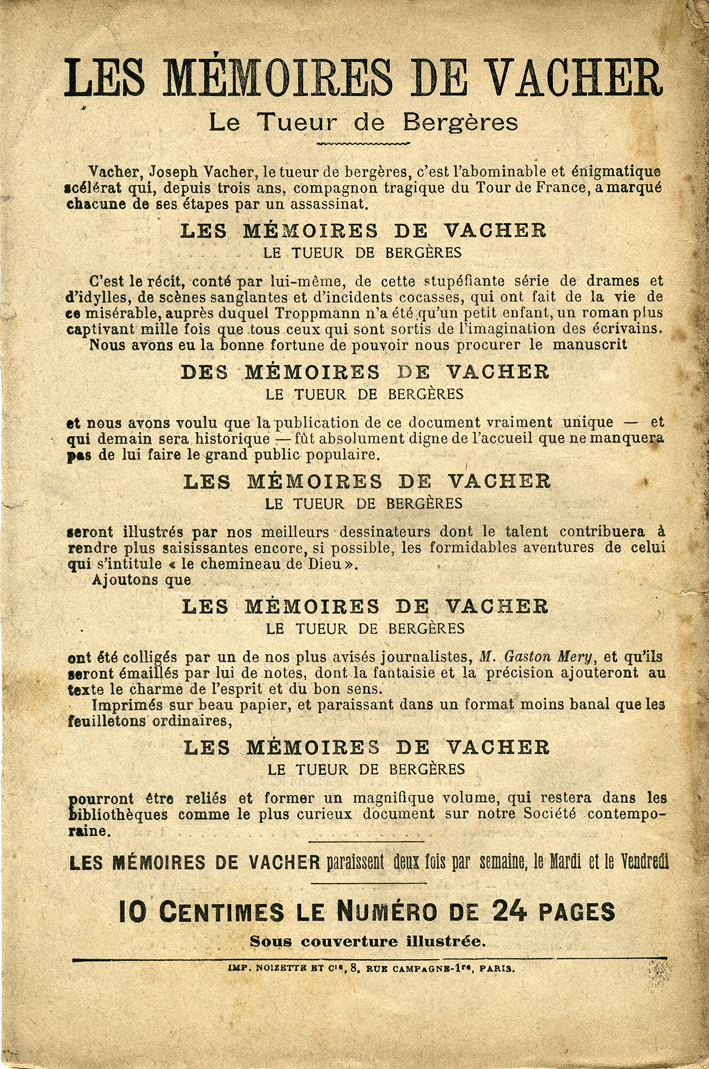
Quatrième de couverture d'une livraison des Mémoires de Vacher de Gaston Méry, dont la publication débute en novembre 1897.

Le 4 août 1897, Joseph Vacher est pris en flagrant délit d'« attentat à la pudeur » dans un bois à Champis, en Ardèche. Il tente d'agresser une fermière, Mme Plantier. Alerté par les cris de la victime, le mari de celle-ci, avec l'aide de deux autres personnes, vient à son secours et permet l'arrestation. Le 7 septembre, Vacher est, pour ce crime, condamné à trois mois de prison par le tribunal de Tournon.
Le juge d'instruction Émile Fourquet, qui a pris ses fonctions à Belley dans l'Ain en avril 1897, est cependant prévenu du fait que le physique de Vacher correspond au signalement du principal suspect dans l'affaire du meurtre du jeune Portalier. Le juge, qui dresse de grands tableaux de plusieurs crimes similaires, apparaît comme l'un des premiers profileurs français. Vacher est transféré à la prison de Belley et soumis aux interrogatoires de Fourquet. Devant le mutisme du prisonnier, le juge use d'un stratagème pour connaître les endroits qu’il a visités : il lui dit qu'il écrit un ouvrage sur les vagabonds — ce qui est le cas, mais le sujet est en fait les « vagabonds criminels » — et l’invite à parler de ses pérégrinations à travers le pays, ce que Vacher fait sans se douter du piège. Le juge constate ainsi que les errances de Vacher passent essentiellement par le Sud-Est de la France, la région du Rhône et de l'Ain, soit par des endroits où des crimes présentant certaines similitudes ont été perpétrés.

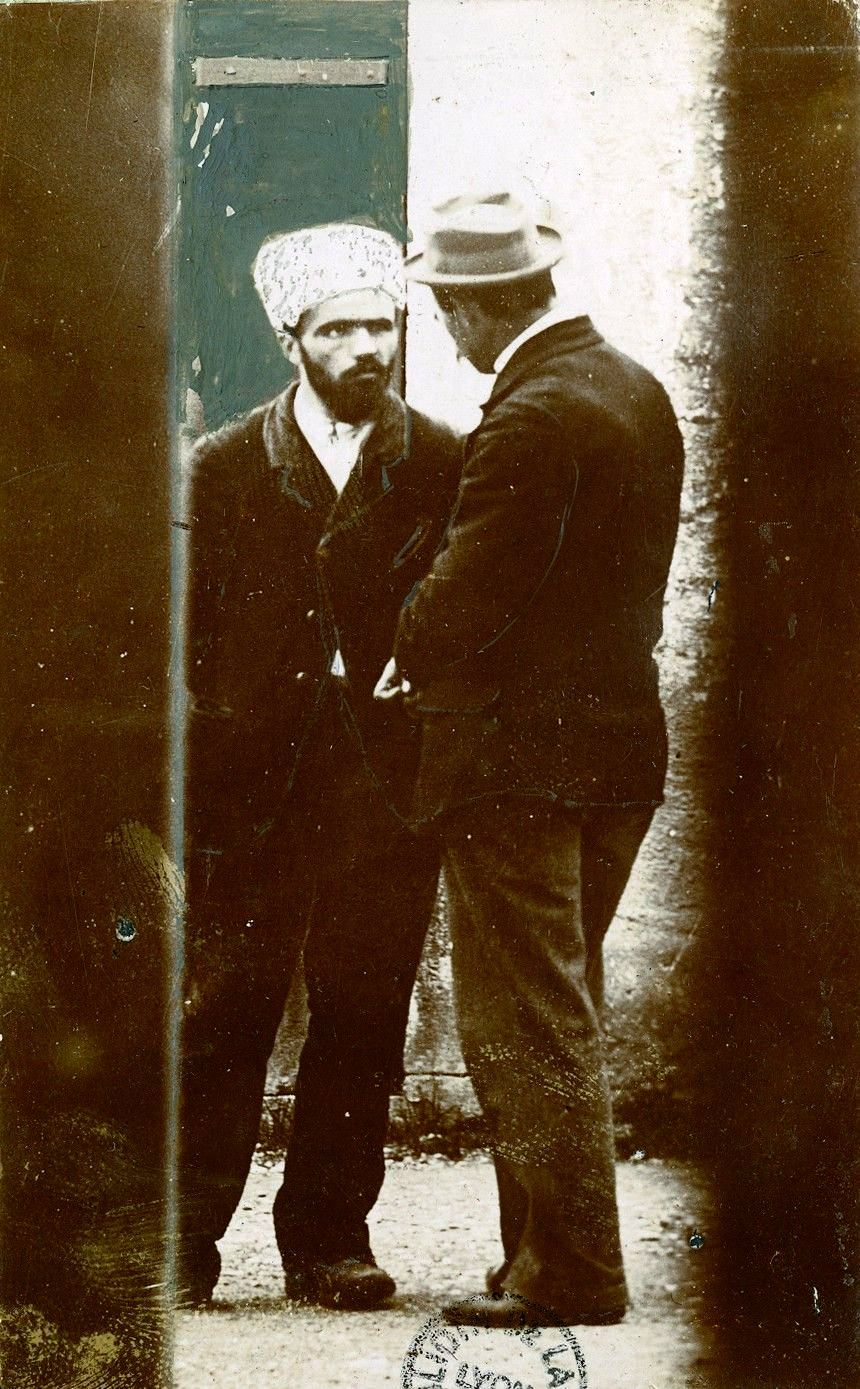
Joseph Vacher conversant avec le juge d'instruction Émile Fourquet. 1897. Bibliothèque de la Ville de Lyon.

Le 10 octobre 1897, Vacher passe aux aveux, d'abord pour huit meurtres. Le 16 paraît dans Le Petit Journal une « lettre de Vacher », dont celui-ci a négocié la publication en échange de sa confession. Certains soupçonnent Vacher de se vanter d'avoir commis des crimes dont il a seulement entendu parler. Cependant, c'est suivant les indications de Vacher lui-même que des ossements seront retrouvés dans un puits, le 25 octobre, à Tassin-la-Demi-Lune dans le Rhône. Selon le médecin légiste chargé d'étudier les restes — un dénommé Jean Boyer —, ceux-ci appartiendraient à une personne d'un sexe indéterminé, âgée d'une quinzaine d'années et morte depuis au moins trois mois sans qu'il soit possible d'indiquer une période précise. On croit d'abord qu'il s'agit des restes de François Bully, un manœuvre de dix-sept ans, mais celui-ci se manifeste et, plus tard, grâce aux vêtements et à la denture, les parents de Claudius Beaupied, un jeune chemineau (vagabond) de quatorze ans, croient reconnaître la dépouille de leur fils.

Article du Nouvelliste de Lyon de 1897 sur Vacher.
Article de presse mentionnant les fausses accusations et leurs conséquences sur les personnes innocentes.

### Les crimes avoués par Vacher
Parmi la cinquantaine de crimes dont il finira par être suspecté, notamment par le juge d'instruction Émile Fourquet, Vacher avoue en tout onze meurtres et une tentative de viol :
- 20 mai 1894, Beaurepaire (Isère), Eugénie Delhomme, 21 ans, assassinée puis violée ;
- 20 novembre 1894, Vidauban (Var), Louise Marcel, 13 ans, fille de fermier, assassinée ;
- 12 mai 1895, Étaules (Côte-d'Or), lieu-dit « le Bois de Chêne » route 71, Augustine Mortureux, 17 ans, assassinée ;
- 24 août 1895, Saint-Ours (Savoie), Dame veuve Morand, 58 ans, assassinée puis violée ;

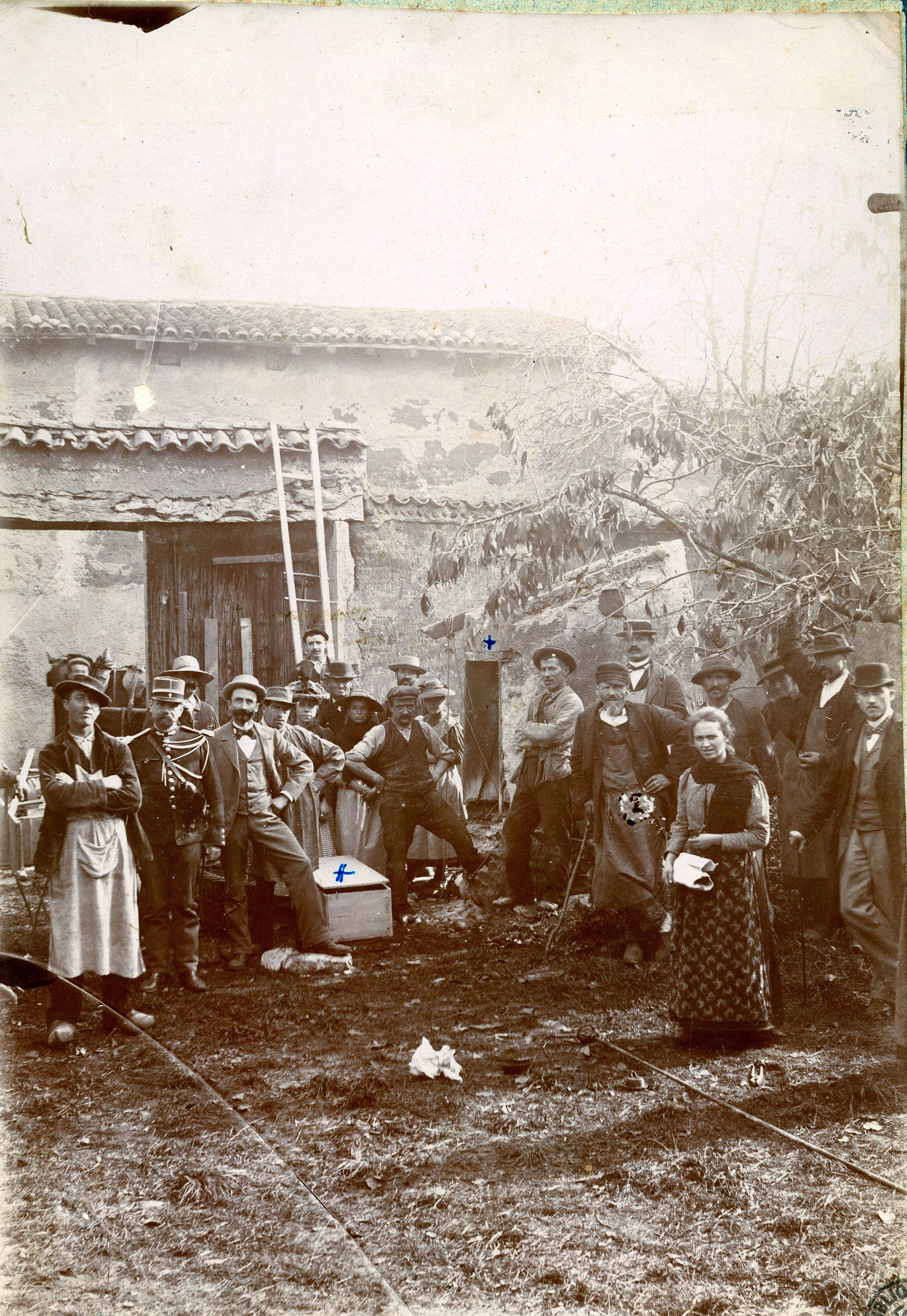
Découverte de restes humains dans un puits à Tassin-La-Demi-Lune. Octobre 1897.

- 31 août 1895, Bénonces (Ain), Victor Portalier, 15 ans, berger, assassiné puis violé ;
- 22 septembre 1895, Truinas (Drôme), Aline Alaise, 13 ans, assassinée ;
- 29 septembre 1895, Saint-Étienne-de-Boulogne (Ardèche), Pierre Massot-Pelé, 14 ans, berger, assassiné puis violé ;
- 1er mars 1896, Noyen-sur-Sarthe (Sarthe), Marie Derouet, 11 ans, tentative de viol ;
- 10 septembre 1896, Busset (Allier), Marie Moussier-Lorut, 19 ans, assassinée ;
- 1er octobre 1896, Varennes-Saint-Honorat (Haute-Loire), Rosine Rodier, 14 ans, bergère, assassinée ;
- fin mai 1897 (?), Tassin-la-Demi-Lune (Rhône), Claudius Beaupied, 14 ans, vagabond, assassiné et jeté dans un puits – son corps ne sera retrouvé que cinq mois plus tard ;
- 18 juin 1897, Courzieu-la-Giraudière (Rhône), Jean-Pierre Laurent, 14 ans, domestique de ferme, assassiné puis violé.

### Procès
Son procès s’ouvre enfin le 26 octobre 1898 à la cour d’assises du département de l’Ain qui siège au palais de justice de Bourg-en-Bresse. L'affaire est très suivie par la presse locale et nationale et attire même l'attention de journaux étrangers.
Durant son procès, qui dure trois jours pleins, l'accusé se comporte de manière excentrique, portant autour du cou un panneau sur lequel est écrit « j'ai une balle dans la tête » et hurlant « Vive Jésus ! Vive Jeanne d'Arc », sans que l'on sache s'il s'agit là d'un authentique délire ou d'une volonté d'amadouer et de susciter la pitié chez le jury en se faisant passer pour fou.

### Les débats concernant la santé mentale de Vacher

Dernière page, faisant office de conclusion, du rapport médical d'Alexandre Lacassagne, Antoine-Auguste Pierret et Fleury Rebatel.

Selon l'article 64 du Code pénal de 1810, « Il n'y a ni crime ni délit, lorsque le prévenu était en état de démence au temps de l'action, ou lorsqu'il a été contraint par une force à laquelle il n'a pu résister ». Le procès pose donc la question de la responsabilité pénale qui auparavant n'aurait pas été discutée en raison de l'« abominalité des actes ». Le 14 juin 1898, suivant la procédure judiciaire, le juge d'instruction Fourquet avait chargé trois médecins — Alexandre Lacassagne, professeur de médecine légale à l'université de Lyon, et les médecins aliénistes Antoine-Auguste Pierret et Fleury Rebatel — de dresser un rapport sur l'état mental de Vacher pour faire connaître « notamment si l'inculpé jouit de la plénitude de toutes ses facultés intellectuelles, s'il a conscience des actes qu'il commet et s'il doit être considéré comme responsable de ses actes et dans quelle mesure ». Deux autres médecins sont par ailleurs chargés de l'examen radiographique de la tête et d'inspecter l'oreille de Vacher.
Enfant, Vacher aurait contracté la typhoïde. À cette époque, le corps médical estimait que cette maladie pouvait entraîner de graves séquelles tant au niveau physique que mental. En outre, selon le rapport médico-légal établi par le docteur Bozonnet à la prison de Belley le 19 septembre 1897 : « Le nommé Vacher, détenu, vingt-huit ans, est atteint de débilité mentale, d’idées fixes voisines des idées de persécutions, de dégoût profond pour la vie régulière. Il présente une otite suppurée et une paralysie faciale, consécutives à un coup de feu. Il affirme aussi avoir deux balles dans la tête. La responsabilité de Vacher est très notablement diminuée. » En revanche, le rapport du docteur Lacassagne, à la suite d'une longue démonstration qui vise davantage à souligner le degré d'atrocité des crimes reprochés à Vacher, conclut : « Vacher n'est pas aliéné ; il est absolument guéri et complètement responsable des crimes qu'il a commis et avoués. » Pour lui, son attitude est une stratégie pour être déclaré irresponsable et, selon les termes de l'époque, un « brevet d'impunité ».
Vacher est, à tout le moins, atteint d'une sorte de graphorrhée. En prison, il ne cesse d'écrire des lettres. Il écrit notamment au juge pour que lui soit fourni du papier, ou pour lui réclamer une chaise afin d’écrire à son aise, la seule chaise dont il dispose étant scellée au mur et le forçant à écrire debout. Durant son incarcération, l'accusé écrira une « lettre aux Français » qui sera publiée dans Le Petit Parisien.
« À la France,

Tant pis pour vous si vous me croyez responsable…. Votre seule manière d’agir me fait prendre pitié pour vous… Si j’ai conservé le secret de mes malheurs, c’est que je le croyais dans l’intérêt général mais vu que peut-être je me trompe je viens vous faire savoir toute la vérité : Oui c’est moi qui ai commis tous les crimes que vous m’avez reprochés… et cela dans des moments de rage. Comme je l’ai déjà dit à M. le Docteur chargé du service médical de la prison de Belley, j’ai été mordu par un chien enragé vers l’âge de 7 ou 8 ans mais dont je ne suis pas sûr moi-même bien que cependant je me souviens très bien d’avoir pris des remèdes pour cet effet. Mes parents seuls peuvent vous assurer des morsures, pour moi j’ai toujours cru depuis que j’ai dû réfléchir à cet événement que ce sont les remèdes qui m’ont vicié le sang à moins que réellement ce chien m’ait mordu. »

### Condamnation et exécution

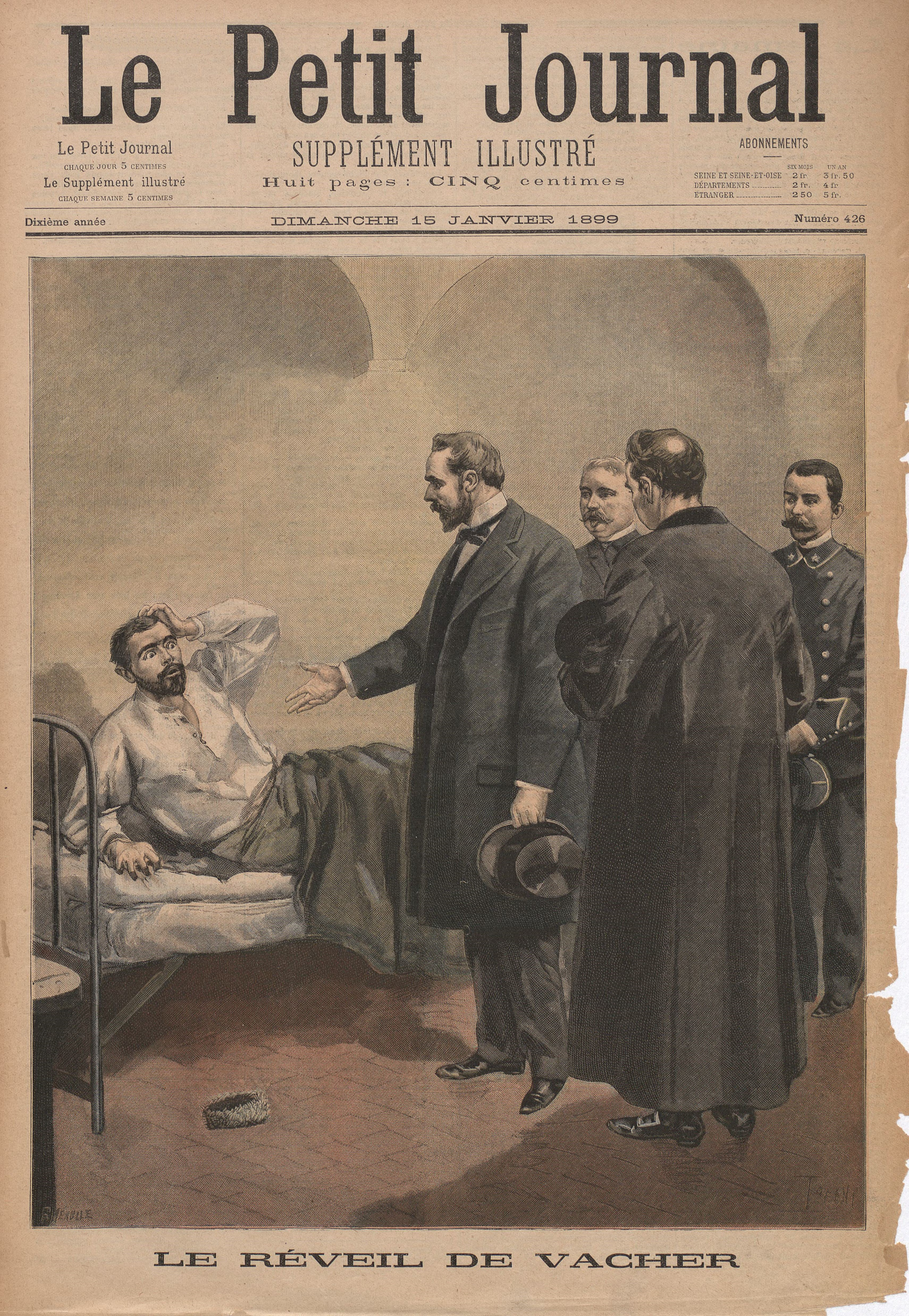
« Le réveil de Vacher ». Joseph Vacher, le jour de son exécution. Une du Supplément illustré du Petit Journal, no 426, 15 janvier 1899. La légende dit : « L'abominable Vacher a été exécuté ; la société l'a, non pas puni, le châtiment ne serait pas équivalent à ses crimes, elle l'a supprimé, elle s'est délivrée de lui ; c'est ce qu'elle avait de mieux à faire. Si, en écoutant certains philanthropes, on avait enfermé Vacher, il est bien probable qu'il se serait évadé et de nouveaux crimes auraient été commis. »

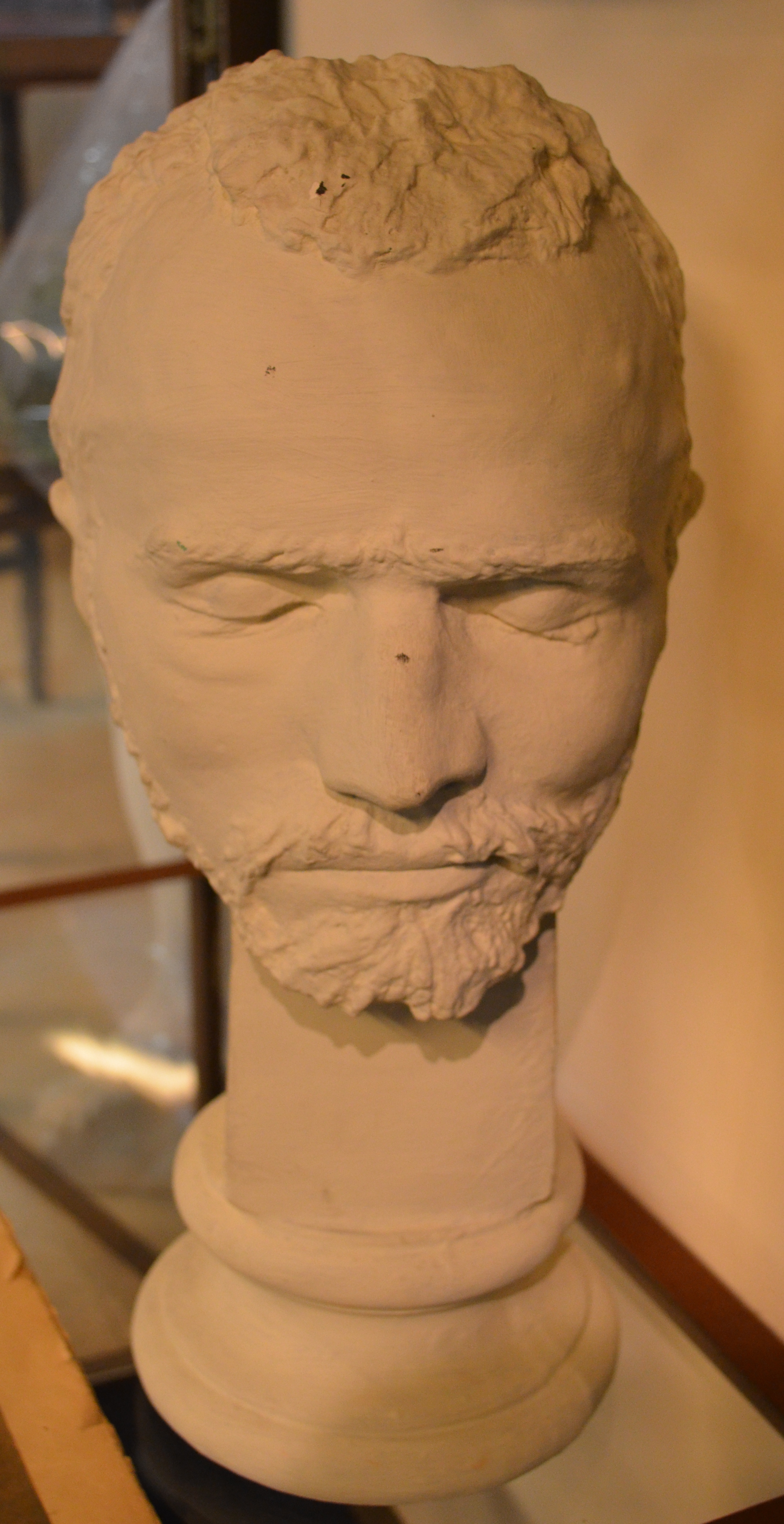
Moulage de la tête de Joseph Vacher. Musée Testut-Latarjet, Lyon.

Après un quart d'heure de délibérations, Joseph Vacher est, le 28 octobre 1898, à l'âge de vingt-neuf ans, condamné à mort par les assises de l'Ain pour le seul assassinat de Victor Portalier. La demande de grâce auprès du président Félix Faure est rejetée.
Le dernier jour de l'année 1898, il est guillotiné sur le Champ-de-Mars de Bourg-en-Bresse par le bourreau Louis Deibler ; ce sera d'ailleurs la dernière exécution effectuée par celui-ci, sa démission devenant effective le 2 janvier de l'année suivante. Les dernières paroles du condamné sont : « C'est heureux que je me sois fait couper les cheveux » selon Le Petit Parisien — Vacher a en effet demandé qu'on lui rase le crâne et la barbe peu de temps auparavant —, « La voilà, la victime des fautes des asiles » et « Vous croyez, en me faisant mourir, expier les fautes de la France. La France est coupable ! Tout est injustice. […] » Malgré la pluie et le froid, plus de deux mille personnes assistent à l'exécution, qui a lieu la veille du Jour de l'An. Le couperet tombe à sept heures trois.

### Autopsie, prélèvement et étude du cerveau
Quelques heures après son exécution, le corps de Vacher est soumis à une autopsie générale dont le résultat est publié en 1900. En dehors des blessures dues aux balles, celle-ci ne révèle aucune anomalie y compris céphalique, mais signale le développement remarquable des mollets et des pieds plats.
Le cerveau est prélevé et examiné par de nombreux médecins dirigés par Édouard Toulouse, tous convaincus que Vacher présentait une forme d’aliénation mentale qui pourrait être décelée par des études morphologiques et histologiques. Il n’y a en fin de compte rien de concluant en dehors de corps amyloïdes en grande quantité, annonçant une possible démence sénile si Vacher n’était pas mort à 29 ans.

## Réflexions sur Joseph Vacher
« Et, cependant, Vacher est toujours Vacher, c'est-à-dire cet être inexplicable et inexpliqué, au sadisme tellement monstrueux qu'on se demande avec anxiété si l'on a affaire à un fou ou si tant de crimes avoués ne cachent pas une sanglante forfanterie destinée à faire croire à un état mental proche de la folie. Et c'est bien là le problème qui, aujourd'hui comme hier, se pose. Est-on en face d'un responsable ? »

— Gaston Leroux

« Le vrai sadisme, c'est Justine, comme le vrai sadique c'est Joseph Vacher, le vagabond.

On s'est peu occupé de cet homme, qui est pourtant un curieux monstre et un exemplaire rare de la férocité sexuelle. La mimique de la cruauté est exactement celle de l'amour physique ; une femme sur qui se jette un homme furieux ne pourrait savoir d'abord, gardât-elle sa présence d'esprit, si on veut la tuer ou si on veut la violer. Pour certains êtres informes, inachevés, l'idée de meurtre est à peu près inséparable de l'idée de luxure. […] Ces êtres-là, dès qu'on les a suffisamment observés, doivent être supprimés sans pitié et sans phrases. Vacher avait une seconde tare, le vagabondage ; son acte commis il disparaissait, mais il disparaissait aussi sans cause ; il devait marcher ; il n'aurait pas pu rester en place. […] On a vu Vacher expliquer ses actes par des motifs religieux […]. La religion et la cruauté s'allient fort bien dans les natures inférieures ; si l'on joint à ces deux termes l'idée sexuelle, on a le sadisme religieux. […] Tels qu'ils sont, Sade et Vacher peuvent être classés parmi les types représentatifs de l'animalité humaine. »

— Remy de Gourmont, Épilogues. Réflexions sur la vie. 1895-1898

« […] nous sommes convaincus d'avoir dit la vérité, toute la vérité, rien que la vérité. Après s'être rendu compte de nos efforts on conviendra, nous l'espérons, que si nous nous sommes trompé, c'est certainement de bonne foi. »

— Alexandre Lacassagne,  Préface de Vacher l'éventreur et les crimes sadiques. 1899

## Iconographie

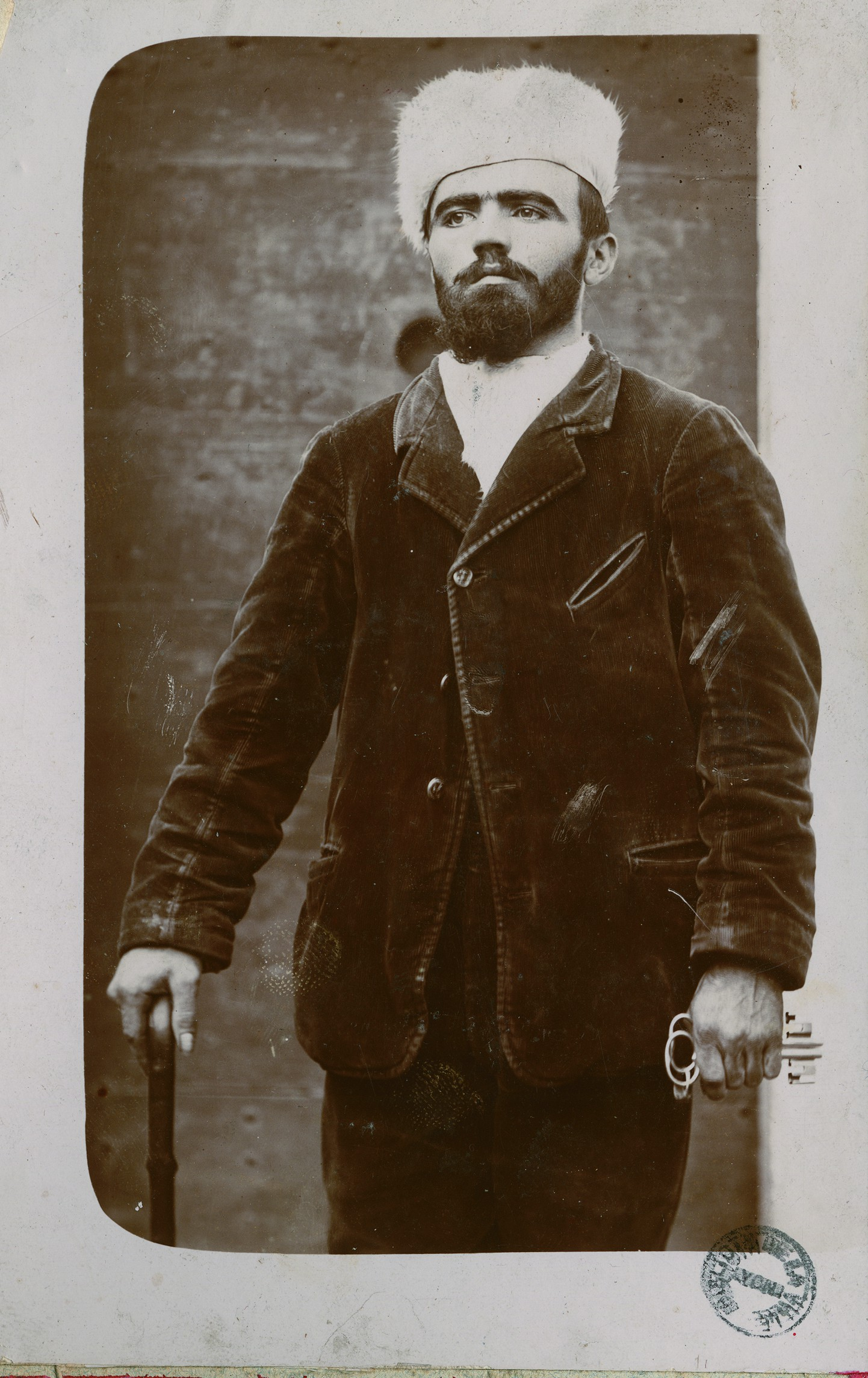
Joseph Vacher. Photographie que le juge d'instruction Fourquet fit prendre de Vacher pour permettre son identification par des témoins. Bibliothèque de la Ville de Lyon.

Sur la photographie prise après son arrestation à fin d'identification par des témoins, Vacher porte une toque en peau de lapin qu'il a, à l’en croire, confectionnée lui-même, ainsi que son plastron, peu avant son arrestation. Sur bon nombre d'illustrations le représentant en train de perpétrer des atrocités, il est représenté affublé de cette toque, devenue une de ses « marques de fabrique ». Cependant, le vagabond aurait porté un « chapeau de paille du style panama » selon les témoignages collectés après la découverte du corps du jeune Portalier. Un chapeau de paille est mentionné dans l'inventaire du bagage de Vacher, dressé à la suite de son arrestation en 1897, mais celui-ci semble par la suite avoir disparu, au profit de cette fameuse toque.
Vacher ne consentit à se laisser photographier qu'à la condition de pouvoir poser avec des clefs en main, expliquant : « Quand mes parents me verront ainsi, ils comprendront bien que ce sont les clefs du paradis que j'ai à la main. »